# Retrat de Jaume I
Un Retrat de Jaume I, datat del segle xvi, es troba a la Casa de la Vila de Palma, on presideix la sala de sessions. S'hi mostra el rei Jaume I de cos sencer, de cara, amb capa i espasa. S'exposa des del segle xvii a la façana de l'edifici durant la Festa de l'Estendard.

## El retrat
A la part superior hi ha la llegenda «El rey en Jayme el conquistador». A l'esquerra del cap del rei hi ha l'escut nacional dels Quatre Pals. A la banda inferior, hi ha un escut de la ciutat de Palma a cada costat. És una pintura a l'oli sobre tela, de la darreria del segle xvi i còpia d'un retaule medieval anterior no conservat.
Es tracta d'una obra d'un gran simbolisme nacional, com a representació del mite fundador de les Balears actuals i de la seva incorporació a l'àmbit nacional català. Per aquest motiu se'n troben còpies als casals de la noblesa mallorquina amb quarter de conquesta i també per això l'escut dels Quatre Pals fou tapat per les autoritats borbòniques després de la Guerra d'Ocupació. L'any 1981 fou restaurat i durant el procés de neteja es descobrí que els escuts municipals del peu són un afegit.
El retrat mostra i configura la imatge tradicional del rei en els dos regnes que incorporà a la nació, atès que té les mateixes característiques que el retrat reial de l'edició valenciana de 1557 de la Crònica de Ramon Muntaner, encomanada pels Jurats valencians i publicada com si fos de Jaume I. El retrat mallorquí reflecteix també la descripció del rei en la Crònica de Bernat Desclot: "era major que altre hom un palm, e era ben format, e complit de tots sos membres, que ell havia molt gran cara e vermella e flamenca, e·l nas llong e ben dret, e gran boca e ben feita, e grans dents, belles e blanques que semblaven perles, e·ls ulls negres, e bells cabells rossos semblant de fil d'aur, e grans espatlles, e llong cors e delgat, e·ls braços grossos e ben feits, e belles mans e llongs dits, e les cuixes grosses per llur mesura, e los peus llongs e ben feits, e gint calçants."

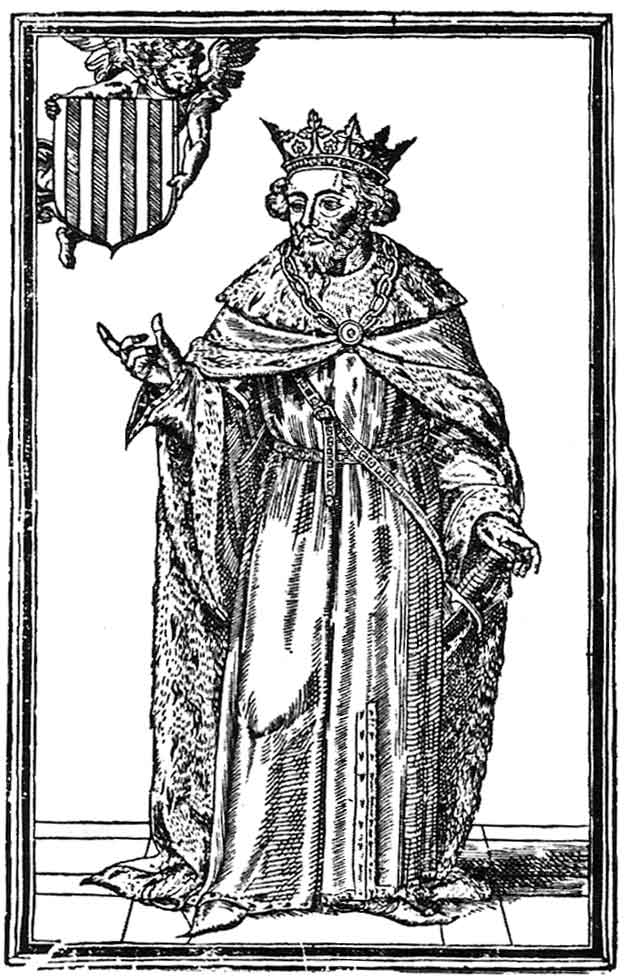
Gravat amb el retrat valencià de Jaume I de la Crònica de Ramon Muntaner. València, 1557.

A part d'aquestes dues imatges, de la del s. xiv dels frescs de la conquesta de Mallorca del Palau Aguilar de Barcelona, molt esquemàtiques, de les miniatures i de les posteriors al s. xvi, hi ha altres dues imatges identificades amb el rei Jaume I. La més versemblant pel seu origen és la conservada al Museu Nacional d'Art de Catalunya. És de la primera meitat del s. xv, obra de Jaume Mateu i procedeix de l'antiga Sala del Consell de la Casa de la Ciutat de València, on estava amb catorze figuracions més de reis. L'altra es troba al retaule de Santa Maria de Gràcia, obra del s. xiv de Francesc Comes, que es conserva al Museu de Mallorca.

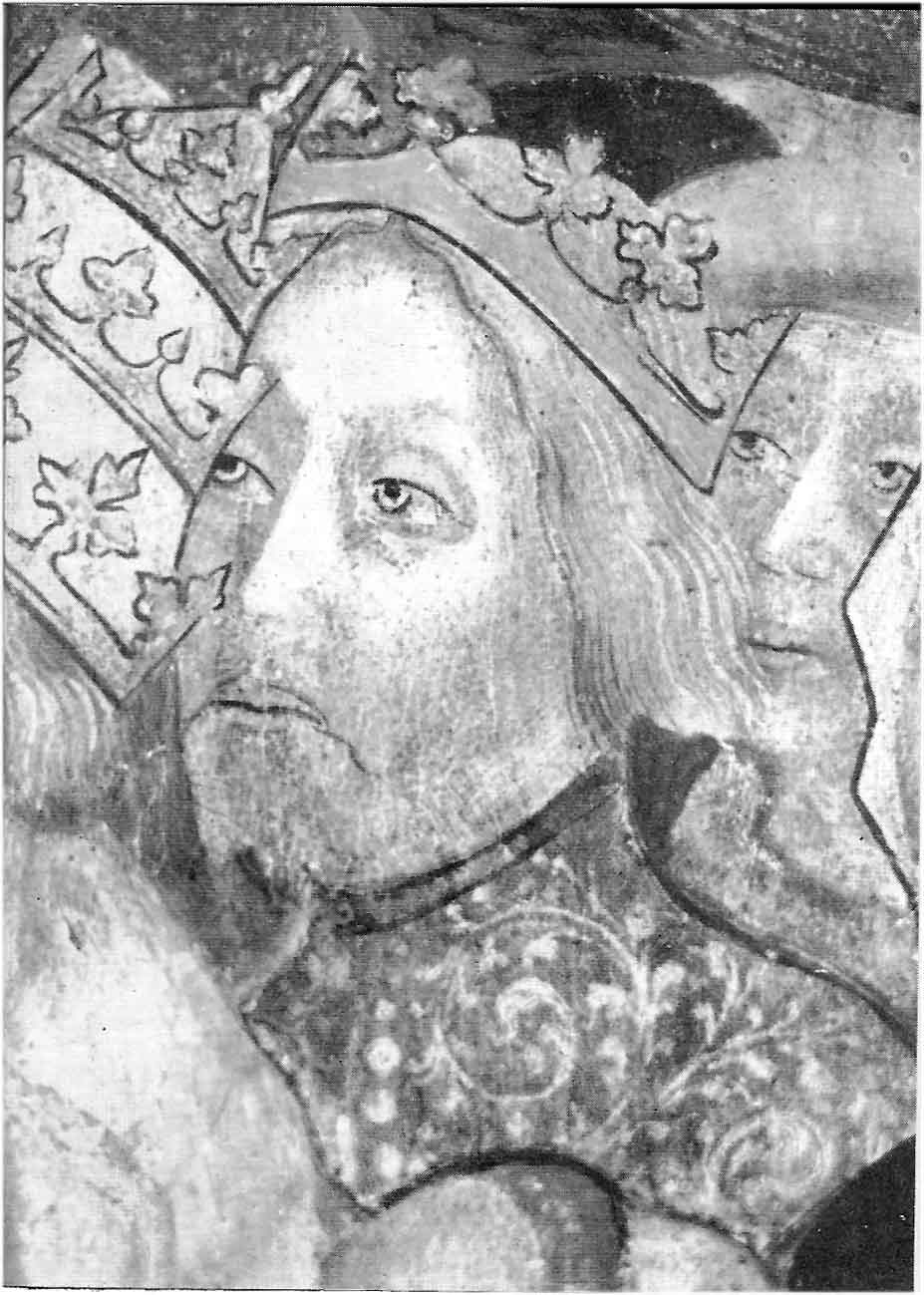
Suposat retrat de Jaume I del retaule de la Mare de Déu de Gràcia (Francesc Comes. Museu de Mallorca)

El retrat de cos sencer de Palma presideix la sala de sessions de l'Ajuntament d'aquesta ciutat i abans la sala superior de la Casa dels Jurats. S'exposa des del s. xvii a la façana de l'edifici durant la Festa de l'Estendard. Es complementà amb una sèrie de retrats de personatges il·lustres del regne de Mallorca, començant per Jaume II de Mallorca, l'infant Ferran de Mallorca, Jaume III de Mallorca i personatges com Hanníbal, pintats per Miquel Calafat. Tots aquests retrats també es penjaven, amb altres obres de tema històric, a la façana de la Casa dels Jurats dia 31 de desembre i altres festes, com la del beat Ramon Llull, del qual aleshores de n'exposava el retrat corresponent, i sant Sebastià.